# Termine di un viaggio di servizio
Termine di un viaggio di servizio (Ende einer Dienstfahrt) è un racconto di Heinrich Böll, Premio Nobel per la Letteratura 1972, pubblicato nel 1966.

## Trama
Nel secondo dopoguerra, in un'immaginaria cittadina renana denominata Birglar, un processo minore a carico di Johann e Georg Gruhl, padre e figlio, viene affidato al giudizio del magistrato Stollfuss, prossimo alla pensione: si tratta anzi del suo ultimo processo. I due imputati sono accusati di avere dato fuoco a una camionetta della Bundeswehr, al termine di un viaggio di servizio del figlio, militare di leva. Numerosi testimoni erano presenti al fatto perché i due hanno bruciato l'automezzo in un campo dopo averlo cosparso di benzina, e senza nascondersi: anzi i testimoni riferiscono che cantavano al ritmo dei fusti di benzina scoppiettanti.
Il romanzo segue l'intero svolgersi del dibattimento, con i testimoni che sfilano nel tribunale di provincia: il procedere della requisitoria svela progressivamente al lettore come si sono svolti i fatti, e a presentare una galleria di personaggi che comprende avvocati e testimoni. Il pubblico ministero Kugl-Egger, l'avvocato difensore Hermes, Agnes Hall che è stata amante di Gruhl padre e al termine del dibattimento si offre di rimborsare il danno all'esercito, il cancelliere di tribunale Aussem e altri. Ne emerge il ritratto di una provincia divisa tra conformismo e solidarietà, in grado di accogliere accanto ai valori tradizionali anche istanze progressiste.
Alla fine del dibattito, infatti, si dimostrerà l'assurdità della società borghese. Il viaggio di servizio di Georg Gruhl consisteva nel girare a vuoto con una camionetta in modo che il numero di chilometri coincidesse con quello che un'imminente ispezione si aspettava di rilevare, in modo da evitare noie burocratiche. Anche la giustizia sembra, di pari passo, girare a vuoto perché alla fine del dibattimento il supposto danneggiamento della proprietà si rivela un “happening” artistico d'avanguardia, e per questo tenuto in pubblico, con effetti sonori ottenuti tramite caramelle di zucchero nascoste nei fusti incendiati e motivi musicali accennati da padre e figlio.
Di conseguenza, con imbarazzo dell'accusa e del giudice, i Gruhl saranno condannati al risarcimento dei danni e a sei settimane di prigione (contro i 5 anni preventivati per il reato) già trascorse in detenzione preventiva durante le quali il giovane Gruhl è anche riuscito a mettere incinta la giovane cameriera che gli portava i pasti in cella; i due annunciano il matrimonio, alla fine del romanzo.

## Edizioni italiane
- Termine di un viaggio di servizio, traduzione di Marianello Marianelli e Marlis Ingenmey, Bompiani, 1972, ISBN 978-88-452-4347-9.
- Termine di un viaggio di servizio, traduzione di Marianello Marianelli e Marlis Ingenmey, Marcos y Marcos, 2007, ISBN 978-88-7168-479-6.